# アスミック・エース
アスミック・エース株式会社（英: ASMIK ACE, INC.）は、日本の映画会社（映画製作・配給）。JCOM株式会社の完全子会社。海外映画の買い付けや版権の管理、ビデオ（DVD）ソフトの販売などを行っている。かつてはゲームソフト開発・販売も行っていた。略称は「アスミック」「AA」「AAI」「アスエー」。

## 沿革
- 1981年 - 原正人が「株式会社ヘラルド・エース」を設立。
- 1985年 - アスク（As）・住友商事（smi）・講談社（k）が共同で「株式会社アスミック（Asmik）」を設立。
- 1995年 - ヘラルド・エースが角川書店と提携して「株式会社エースピクチャーズ」に社名変更。
- 1998年 - 住友商事子会社の株式会社アスミックと角川書店子会社の株式会社エースピクチャーズが合併し「アスミック・エース エンタテインメント株式会社」が発足。
- 2004年
  - 3月 - アスミック・エースと子会社株式会社タイクーンが保有するゲームタイトル「ドカポン」シリーズの著作権・商標権を株式会社スティングに譲渡[1]
  - 4月 - 角川エンタテインメントがアメリカの映画制作会社ドリームワークスの日本国内での期限付きの独占的な映画配給等の権利を得る事を条件に契約し、そのうちアスミック・エースが映画の宣伝・配給を担当を行うこととなる。
- 2006年 - 住友商事が角川書店分保有の同社株27.6%を買い取り、75.3%の株式を所有する住友商事の子会社となる。角川書店は20.0%を所有。
- 2007年 - 角川書店から映像関連子会社の管理業務が角川映画に移動したのに伴い、株主が角川書店から角川映画に変更。
- 2010年 - 住友商事が角川映画分保有の同社株20.0%を買い取り、角川映画がアスミック・エースの資本から離れた。
- 2012年
  - 住友商事が当社を完全子会社化の上、全株式をジュピターテレコム（J:COM、後のJCOM）に売却。
  - ジュピターエンタテインメントのビデオオンデマンド事業を統合し、社名を「アスミック・エース株式会社」と改める。
- 2025年2月18日 - 湯浅政明が代表取締役社長を務めるアニメスタジオ「ame pippin株式会社」の設立に参画[2]。

## 主要映画

### ヘラルド・エース
- 南極物語
- 瀬戸内少年野球団（夏目雅子主演）
- 沙耶のいる透視図
- 乱（黒澤明監督作品）
- 月光の夏
- Love Letter（岩井俊二監督作品）
- 銀河鉄道の夜

### エースピクチャーズ
- スワロウテイル（岩井俊二監督作品）
- 失楽園（製作）
- リング（製作）
- らせん（製作）

### アスミック
- トレインスポッティング
- 世界中がアイ・ラヴ・ユー

### アスミック・エース エンタテインメント
- 不夜城
- 雨あがる
- ピンポン
- 突入せよ! あさま山荘事件
- ジョゼと虎と魚たち
- スパイ・ゾルゲ
- スパイキッズシリーズ
- アイ・アム・サム（松竹共同配給）
- 約三十の嘘
- メゾン・ド・ヒミコ
- 真夜中の弥次さん喜多さん
- 大停電の夜に
- 間宮兄弟
- ハチミツとクローバー
- 博士の愛した数式
- さくらん
- 天然コケッコー
- クワイエットルームにようこそ
- ハンサム★スーツ
- 西の魔女が死んだ
- 明日への遺言
- ヘブンズ・ドア
- 重力ピエロ
- 鉄男 THE BULLET MAN
- グーグーだって猫である
- クヒオ大佐
- ブラック会社に勤めてるんだが、もう俺は限界かもしれない
- わたし出すわ
- 武士の家計簿
- ソラニン
- ノルウェイの森
- 天国からのエール
- のぼうの城
- NECK [ネック]
- 大奥
- 高校デビュー
- 夢売るふたり
- ヘルタースケルター
- 僕等がいた
- ドリームワークス・アニメーション作品
- 茄子 アンダルシアの夏
- 鉄コン筋クリート
- イヴの時間 劇場版
- 伏 鉄砲娘の捕物帳

### アスミック・エース
- 大奥〜永遠〜［右衛門佐・綱吉篇］
- 舟を編む
- 偉大なる、しゅららぼん
- 陽だまりの彼女
- MIRACLE デビクロくんの恋と魔法
- 海月姫
- くちびるに歌を
- マエストロ!
- ぶどうのなみだ
- 日本のいちばん長い日
- ピンクとグレー
- エヴェレスト　神々の山嶺
- TOO YOUNG TO DIE! 若くして死ぬ
- 僕らのごはんは明日で待ってる
- 君と100回目の恋
- サクラダリセット
- 斉木楠雄のΨ難
- 3月のライオン
- 関ヶ原
- ナラタージュ
- 羊の木
- 坂道のアポロン
- サカサマのパテマ
- アルモニ
- ういらぶ。
- 劇場版 誰ガ為のアルケミスト
- 燃えよ剣
- おらおらでひとりいぐも
- ライアー×ライアー
- 漁港の肉子ちゃん
- 映画 オッドタクシー イン・ザ・ウッズ
- ホリック xxxHOLiC
- 映画 すみっコぐらし シリーズ
- 劇場版 乙女ゲームの破滅フラグしかない悪役令嬢に転生してしまった…[3]

## テレビアニメ製作
- 妄想代理人
- TOKYO TRIBE2
- 怪 〜ayakashi〜
- ハチミツとクローバーシリーズ
- もやしもん（第1期）
- 図書館戦争
- 東のエデン
- 墓場鬼太郎
- 源氏物語千年紀 Genji
- 空中ブランコ
- 四畳半神話大系
- フラクタル
- きょーふ!ゾンビ猫
- 実は私は
- 甘々と稲妻
- TRICKSTER -江戸川乱歩「少年探偵団」より-
- ALL OUT!!
- 笑ゥせぇるすまんNEW
- 3月のライオンシリーズ
- サクラダリセット
- 異世界はスマートフォンとともに。
- 妖怪アパートの幽雅な日常
- Code:Realize 〜創世の姫君〜
- からかい上手の高木さんシリーズ
- 斉木楠雄のΨ難シリーズ
- 重神機パンドーラ
- ラストピリオド -終わりなき螺旋の物語-
- あかねさす少女
- ガイコツ書店員 本田さん
- エガオノダイカ
- 上野さんは不器用
- Dimensionハイスクール
- マナリアフレンズ
- なんでここに先生が!?
- ARP Backstage Pass
- 乙女ゲームの破滅フラグしかない悪役令嬢に転生してしまった…シリーズ
- アルテ
- トミカ絆合体 アースグランナー
- ピーター・グリルと賢者の時間
- 100万の命の上に俺は立っているシリーズ
- 弱キャラ友崎くん
- 俺、つしま
- 精霊幻想記シリーズ
- チキップダンサーズ
- 平家物語
- 最強陰陽師の異世界転生記
- 星屑テレパス

## ゲーム

### ファミリーコンピュータ
- ぎゅわんぶらあ自己中心派
- ワールドスーパーテニス
- コズミックイプシロン
- 名門!多古西応援団
- ディープダンジョンIV 黒の妖術師
- 獣王記
- 日本一の名監督
- ジャンピン・キッド ジャックと豆の木ものがたり
- アスミッくんランド

### スーパーファミコン
- ドカポンシリーズ

決戦！ドカポン王国IV 伝説の勇者たち
ドカポン3・2・1 嵐を呼ぶ友情
ドカポン外伝　炎のオーディション
- 鋼鉄の騎士シリーズ

鋼鉄の騎士
鋼鉄の騎士2 砂漠のロンメル軍団
鋼鉄の騎士3 突撃ヨーロッパ戦線
- シヴィライゼーション 世界七大文明
- レナス 古代機械の記憶
- レナスII 封印の使徒
- ディメンションフォース
- 超攻合神サーディオン
- スーパーエアダイバー（Super Air Diver）
- スーパーエアダイバー2
- F-15スーパーストライクイーグル
- ダービージョッキー
- ダービージョッキー2
- バトルZEQUE伝
- おでかけレスターれれれのれ(^^;

### その他
- 宝魔ハンターライムシリーズ
- 宇宙生物フロポン君P!
- サイドワインダーシリーズ
- ハードロックキャブ
- ヴォルケンクラッツァー
- バーチャル・プロレスリングシリーズ
- ルパン三世 カリオストロの城 -再会-（PlayStation）
- ルパン三世ピラミッドの賢者（セガサターン）
- CIVIZARD 魔術の系譜
- 情熱 熱血アスリーツ
- アフレイドギア
- アフレイドギア・アナザ
- 東京魔人學園剣風帖（PS版）
- 東京魔人學園剣風帖朧綺譚
- 東京魔人學園剣風帖繪巻
- 東京魔人學園外法帖（PS版）
- LSD
- 東京惑星プラネトキオ
- 宇宙機動ヴァンアーク
- 森の王国
- リズムンフェイス
- 眠ル繭
- OH NO!
- 転生學園幻蒼録
- 転生學園月光録
- VM JAPAN（PS2版）
- スーパーハイドライド（メガドライブ）
- エアダイバー（メガドライブ）
- スーパーエアダイバー（スーパーファミコン）
- キューティー鈴木のリングサイドエンジェル（メガドライブ）
- ヴェリテックス（メガドライブ）
- 乱世の覇者（メガドライブ）
- ワールド・エボリューション・サッカー（セガサターン）
- 一発逆転!!DX馬券王（ゲームボーイ）
- DX馬券王Z（ゲームボーイ）
- 馬券王V3（ゲームボーイ）
- 馬券王TV'94（ゲームボーイ）
- メガリット（ゲームボーイ）
- 忍 -SHINOBI-（PCエンジン）
- パワードリフト（PCエンジン）